# Batalla d'Awazu
La batalla d'Awazu fou una batalla de les guerres Genpei entre dues faccions del clan Minamoto.
Minamoto no Yoshinaka intentà resistir per última vegada després d'haver fugit dels exèrcits dels seus cosins, que li havien perseguit després que Yoshinaka atacara Kyoto, cremant l'Hōjūjiden, i segrestant a l'emperador Go-Shirakawa. Durant la persecució s'havia unit amb el seu company i germà de llet Imai Kanehira en Seta; Kanehira compartí el comandament amb Yoshinaka.
Amb un avantatge numèric Yoshitsune es llança sobre ells. Cap notar que en aquesta batalla l'exèrcit de Yoshinaka lluità feroçment, resistint el nombrós exèrcit de milers d'homes de Noriyori fins a la mort, entre ells el mateix Yoshinaka, qui realitza el seppuku i també amb la participació de la seua companya Tomoe Gozen, qui va anar una de les onna bugeisha (女武芸者, "dona samurai") més conegudes en la història japonesa (algunes versions diuen que va morir en la batalla i en unes altres que va poder haver escapat). Quan Kanehira sentí a dir que el seu germà havia mort, es va suïcidar saltant del seu cavall mentre subjectava la seua espasa en la seua boca.
Amb aquest fet, es destrueix a l'exèrcit rebel, ara Yoritomo tindria el respatler de l'enclaustrat Emperador Go-Shirakawa, i donaria pas a la reunificació d'ambdues faccions del clan i centrant el seu objectiu a derrotar els Taira.